# Believe (canción de Lenny Kravitz)
«Believe» (en español: «Creer») es el título de una canción interpretada por el cantautor y músico estadounidense Lenny Kravitz, incluida en su tercer álbum de estudio Are You Gonna Go My Way (1993), publicado como el segundo sencillo de dicho álbum por la empresa discográfica Virgin Records el 3 de mayo de 1993. La canción fue escrita y producida por Kravitz y coescrita por Henry Hirsch.
El tema logró la posición 15 en la lista de Mainstream Rock Tracks y 60 en Billboard Hot 100. Entró en el Top 10 en Australia y Nueva Zelanda. Fue certificado oro por la Australian Recording Industry Association.

## Posicionamiento
| Lista                  | Posición |
| ---------------------- | -------- |
| Mainstream Rock Tracks | 15       |
| Alternative Songs      | 10       |
| The Billboard Hot 100  | 60       |